# Tommy Emmanuel
William Thomas Emmanuel (Muswellbrook, 31 maggio 1955) è un chitarrista australiano.
Considerato come uno dei migliori chitarristi acustici al mondo, è noto per la sua incredibile tecnica del fingerpicking, unita ai ritmi che egli esegue sul corpo della chitarra, essendo anche un percussionista professionista. Eletto Miglior Chitarrista Acustico nel 2008 e nel 2010 dal magazine Guitar Player, ha suonato durante la sua lunga carriera con numerosi artisti tra cui Chet Atkins, Eric Clapton, Sir George Martin, John Denver e Dodi Battaglia.

## Biografia
Emmanuel inizia a suonare la chitarra all'età di 4 anni, per richiesta di sua madre che voleva una chitarra d'accompagnamento mentre lei suonava la lap steel guitar. Nel 1961 ascolta per radio per la prima volta il brano Windy And Warm di Chet Atkins e rimane folgorato dalla sua incredibile tecnica tanto da diventare la sua più grande ispirazione (ancora oggi Emmanuel ricorda spesso, durante i suoi concerti, quell'aneddoto come un momento cruciale nella sua vita). All'età di 9 anni, Emmanuel si ritrova praticamente a fare il musicista di professione, trascorrendo gran parte della sua infanzia esibendosi in Australia con la band di famiglia, suonando la chitarra ritmica.
Nel 1966, all'età di 12 anni, in seguito alla morte del padre, inizia a dare lezioni di chitarra e viene presto notato dopo aver vinto una serie di concorsi nazionali. Nei primi anni settanta inizia a suonare col fratello Phil, formando il gruppo Goldrush, lavorando nel mentre in studio con altri artisti per le loro incisioni e negli anni seguenti diventa il chitarrista della The Southern Star Band, gruppo di supporto di Doug Parkinson.

### From Out Of Nowheree la carriera solista (1979-1992)
Nel 1979 registra il suo primo album solista From Out Of Nowhere in cui collabora con il maestro di pedal steel Pee Wee Clark. Agli inizi degli anni ottanta diventa membro fisso dei Dragon appena riformati, con i quali si esibisce in molti concerti, uno dei quali nel 1987 lo vide impegnato in tour con Tina Turner. Lo stesso anno pubblica inoltre il suo secondo album Up From Down Under, decidendo di seguire definitivamente la carriera da chitarrista solista. I due album successivi, Dare To Be Different e Determination, danno ad Emmanuel visibilità internazionale, uscendo quindi dai confini australiani.

### The Journey, nuovi album e lavoro con Chet Atkins (1993-1999)
Nel 1993, Emmanuel firma un contratto con la Columbia Records e lo stesso anno pubblica The Journey, quinto disco in studio che riscuote ottimo successo, tanto da permettere la pubblicazione di The Journey Continues, che contiene le tracce già presenti in The Journey più 9 tracce inedite. Nel 1994 John Farnham lo invita a suonare con lui la chitarra insieme a Stuart Fraser per il Concert For Rwanda. L'anno successivo vede la pubblicazione di ben 3 album di inediti: Terra Firma composto con il fratello Phil, Initiation e Classical Gas registrato insieme a The Australian Philharmonic Orchestra.
Nel 1996 esce Can't Get Enough ma l'anno del successo arriva nel 1997 quando pubblica The Day Finger Pickers Took Over The World, scritto insieme al suo mito Chet Atkins, conosciuto di persona solamente agli inizi degli anni ottanta, dopo l'incontro virtuale in radio quando Tommy era piccolo. Emmanuel racconta a tal proposito di aver scritto una lettera a Chet dopo aver ascoltato Windy And Warm e di aver ricevuto, con sua grande sorpresa, una risposta. I due si contattarono numerose volte ma si incontrarono faccia a faccia dopo oltre 15 anni. Quest'album rappresenta inoltre l'ultimo lavoro di Atkins prima della sua morte, avvenuta nel 2001. Atkins ha dichiarato, poco dopo l'uscita del loro album: "Emmanuel è uno dei più grandi chitarristi che io abbia mai visto".
Nel luglio del 1999, in occasione della 15ª edizione del Chet Atkins Appreciation Society Convention, Emmanuel viene omaggiato con il titolo di C.G.P. (Certified Guitar Player) per le sue avanzate capacità nella tecnica del fingerpicking. Questo titolo, creato proprio da Atkins, è stato attribuito, oltre che a Tommy e allo stesso Chet, solo ad altri 3 chitarristi ovvero Jerry Reed, Steve Wariner e John Knowles.

### Only, successo mondiale e nuovi dischi (2000-2009)

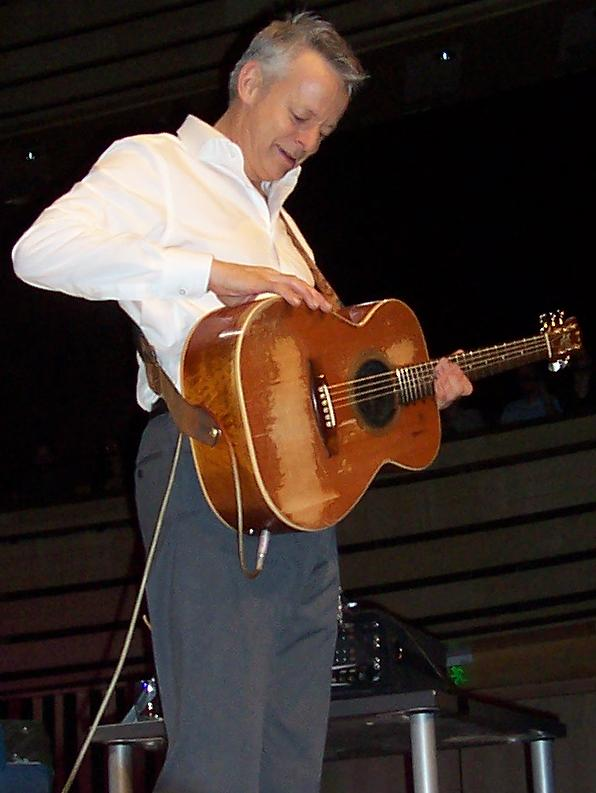
Tommy Emmanuel al Palace Of Arts di Budapest nel 2008

Nel 2000, Tommy pubblica Only, album che lo consacra a livello mondiale e considerato oggi una pietra miliare del genere fingerstyle e, nello stesso anno, collabora in Italia con i Pooh suonando la chitarra acustica nel tour di promozione di Cento Di Queste Vite. Sempre nel 2000 si esibisce con il fratello Phil in una esibizione dal vivo per la cerimonia di chiusura dei Giochi olimpici estivi del 2000 a Sydney che trasmessa in tutto il mondo.
Dopo 3 anni di tour in tutto il mondo, nel 2004 pubblica Endless Road, considerato uno dei suoi lavori più riusciti mentre nel 2006 esce The Mystery e Happy Hour, scritto insieme a Jim Nichols. Nel 2007, Emmanuel è costretto a prendersi una pausa dal lungo tour mondiale a causa di alcuni problemi cardiaci, che vengono prontamente risolti e che gli consentono di tornare in strada l'anno successivo.
In questi anni, Emmanuel decide di approfondire la pratica del Gypsy jazz che lo porta in tour con il chitarrista statunitense Frank Vignola, con cui pubblica un album nel 2009 intitolato Just Between Frets ed intraprende diversi tour internazionali.

### Tour mondiali, album e la morte di Phil (2010-2018)
Nel 2010, Tommy ottiene un importante riconoscimento, venendo nominato Membro dell'Ordine dell'Australia, il più elevato titolo onorifico dell'Australia. La sua produzione non si ferma e lo stesso anno pubblica Little By Little, un album doppio contenente 24 tracce mentre, per il natale 2011, esce All I Want For Christmas, primo album a tema natalizio di Tommy.
Nel 2012 Tommy ottiene un'altra importante onorificenza ricevendo il titolo di Colonnello del Kentucky, il più alto riconoscimento di questo stato.
Negli anni successivi, Emmanuel collabora con artisti da tutto il mondo e il risultato è la produzione di ben 3 album di inediti: il primo, pubblicato nel 2013, si intitola The Colonel & The Governor scritto insieme a Martin Taylor; il secondo uscito nel 2015 vede la partecipazione di uno tra i chitarristi italiani più apprezzati, Dodi Battaglia, storico chitarrista dei Pooh, con cui incide Dov'è andata la musica, registrato per metà in Italia e per metà a Nashville, negli Stati Uniti; il terzo, uscito sempre nel 2015 e primo sotto l'etichetta discografica CGP Sounds fondata dallo stesso Emmanuel, si intitola Just Passing Through in cui collabora con Ian Cooper e Ian Date. Nel 2015 esce anche un terzo album di inediti ovvero It's Never Too Late, primo disco dall'uscita di Only completamente acustico.
Nel periodo natalizio del 2016, Tommy pubblica Christmas Memories, secondo album a tema natalizio dove Emmanuel ripropone vecchi brani tipici di questa festività, ovviamente in chiave fingerstyle. Da sottolineare come dal 2011 fino ad oggi, Emmanuel abbia intrapreso tour mondiali praticamente ogni anno con pochissime pause, ad evidenziare la passione del chitarrista australiano a calcare palchi in ogni parte del mondo.
Nell'aprile del 2017, Emmanuel annuncia l'uscita del suo nuovo album live intitolato Live! At The Ryman contenente le registrazioni del concerto di Tommy del 27 febbraio 2016 allo storico Ryman Auditorium a Nashville in Tennessee accompagnato da Steve Wariner e John Knowles. A fine anno inoltre Tommy rilascia Pickin', un album contenente 12 tracce suonate insieme a David Grisman ed annuncia anche che a gennaio 2018 sarà pubblicato un nuovo disco studio. L'album esce il 19 gennaio successivo ed è composto interamente da collaborazioni (alcune con artisti illustri come Frank Vignola e Mark Knopfler) intitolato Accomplice One. Il 2018 si rivela però anche un anno difficile a livello personale per Tommy: il 24 maggio muore per un forte attacco d'asma suo fratello Phil all'età di 65 anni. Egli sarà poco dopo ammesso nell'Ordine dell'Australia.

### Heart SongseBest Of Tommysongs(2019-presente)
Nel gennaio 2019, Tommy pubblica un nuovo disco di 14 tracce intitolato Heart Songs, scritto a quattro mani con John Knowles (anche lui C.G.P. - Certified Guitar Player). Nel mentre il chitarrista non si ferma con il suo tour mondiale se non per una breve pausa verso ottobre, a causa di una condizione di salute non ottimale che lo costringe a riprogrammare alcune date in Dakota del Nord. A marzo 2020, Tommy annuncia la pubblicazione di una nuova raccolta di successi intitolata Best Of Tommysongs in uscita nel maggio successivo. L'album contiente 5 tracce inedite e 19 pezzi registrati nuovamente per l'occasione.

## Influenze e strumentazione
Sicuramente la sua più grande influenza è Chet Atkins ma lo stesso Emmanuel dichiara che di grande ispirazione per lui sono stati anche Hank Marvin, Mason Williams e Arthur Smith.
Lo stile di Emmanuel ha influenzato negli anni numerosi chitarristi.
Da Atkins ha ereditato il suonare le linee di basso con il pollice e con le altre 3 dita riprodurre le melodie, il tutto contemporaneamente il che gli ha permesso di ottenere un vasto range di suoni. Frequente è l'uso di accordature aperte, spesso combinate con l'uso di un capotasto. Tommy inoltre è solito suonare numerosi generi spaziando dal jazz fino ad arrivare al rock, passando dal blues, bluegrass e folk. Nonostante ciò Emmanuel ha più volte dichiarato di non aver mai imparato e non sapere tuttora leggere o scrivere musica su carta, non avendo mai avuto una formazione musicale tradizionale.
Per certi versi, è ispirazione della maggior parte di tutti chitarristi fingerstyle e non, come tra i più influenti chitarristi ed estremamente apprezzato per i suoi arrangiamenti abbastanza tosti e inusuali.
Attualmente, Emmanuel utilizza la seguente strumentazione:
- Chitarre Maton EBG808 TE e TE1 personalizzate[4]
- Chitarra Martin D-28 e O-17
- Chitarra Gibson J-45
- Chitarra elettrica Fender Telecaster del 1967
- Corde Martin SP Flexible Core “Tommy’s choice” MXF740 Light (.012 – .054)
- Preamplificatore AER colourizer Pocket Tools
- Amplificatore AER Compact 60
- Pedale Boss Chromatic Tuner TU-3

## Discografia

### Album in studio
- 1979 - From Out Of Nowhere (con Pee Wee Clark)
- 1987 - Up From Down Under
- 1990 - Dare To Be Different
- 1992 - Determination
- 1993 - The Journey
- 1993 - The Journey Continues
- 1995 - Terra Firma (con Phil Emmanuel)
- 1995 - Initiation
- 1995 - Classical Gas
- 1996 - Can't Get Enough
- 1997 - Midnight Drive (ristampa statunitense di Can't Get Enough)
- 1997 - The Day Finger Pickers Took Over The World (con Chet Atkins)
- 1998 - Collaboration
- 2000 - Only
- 2004 - Endless Road
- 2006 - The Mystery
- 2006 - Happy Hour (con Jim Nichols)
- 2009 - Just Between Frets (con Frank Vignola)
- 2010 - Little By Little
- 2011 - All I Want For Christmas
- 2013 - The Colonel & The Governor (con Martin Taylor)
- 2015 - Dov'è andata la musica (con Dodi Battaglia)
- 2015 - Just Passing Through (con Ian Cooper e Ian Date)
- 2015 - It's Never Too Late
- 2016 - Christmas Memories
- 2017 - Pickin' (con David Grisman)
- 2018 - Accomplice One
- 2019 - Heart Songs (con John Knowles)
- 2023 - Accomplice Two

### Album dal vivo
- 2005 - Live One
- 2008 - Center Stage
- 2011 - Live From The Balboa Theatre
- 2013 - Live And Solo In Pensacola, Florida
- 2017 - Live! At The Ryman
- 2020 - Live! Christmas Time
- 2021 - Live From Balboa Theatre

### Raccolte
- 1997 - The Best Selection (uscito solo in Thailandia)
- 2001 - The Very Best Of Tommy Emmanuel
- 2004 - The Great (uscito solo in Australia)
- 2014 - The Guitar Mastery Of Tommy Emmanuel
- 2020 - Best Of Tommysongs

## Videografia
- 1996 - Up Close
- 2002 - Live At Sheldon Concert Hall
- 2004 - Guitar Talk
- 2006 - Live at Her Majesty's Theatre, Ballarat, Australia
- 2008 - Center Stage
- 2008 - Emmanuel Labor
- 2012 - Certified Gems
- 2013 - Live And Solo In Pensacola, Florida
- 2014 - Fingerstyle Milestones
- 2017 - Music Gone Public